# Carlos Coto

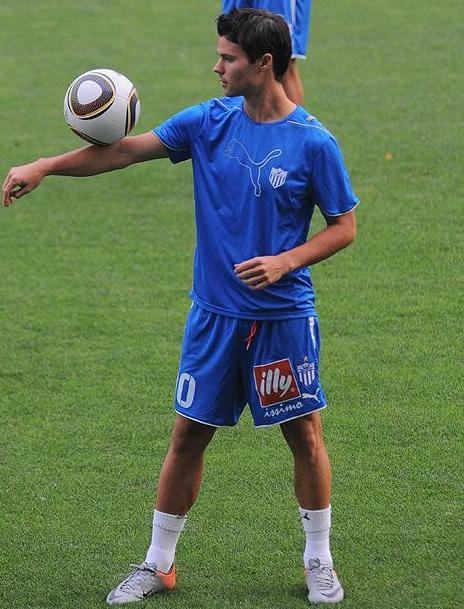
Carlos Coto

Carlos Coto Pagés (11 februari 1988) is een Spaans voetballer. Hij speelt sinds 2008 als aanvaller bij het Spaanse Sevilla Atlético, het 2e elftal van Sevilla CF.

## Clubvoetbal
Coto begon als voetballer bij UE Figueres. In 2001 kwam hij bij de jeugdelftallen van FC Barcelona. In het seizoen 2006/2007 speelde de aanvaller met Barça C in de Tercera División. Na de opheffing van dit team door de degradatie van Barça B naar de Tercera División besloot Coto te vertrekken. Hij werd vervolgens in juli 2007  gecontracteerd door Excelsior Mouscron, dat tegelijkertijd ook zijn landgenoot Bernabé Ballester (Valencia CF Mestalla) vastlegde, hij liet enkele mooie dingen zien maar kon toch niet doorbreken en vertrok na afloop van het seizoen naar Sevilla Atlético.
Sinds 2010-2011 speelt hij bij het Cypriothische Anorthosis Famagusta.

## Nationaal elftal
Coto won in juli 2007 met het Spaans nationaal elftal het EK Onder-19 in Oostenrijk.